# 4017 Disneya
4017 Disneya eller 1980 DL5 är en asteroid i huvudbältet som upptäcktes den 21 februari 1980 av den rysk-sovjetiska astronomen Ljudmila Karatjkina vid Krims astrofysiska observatorium på Krim. Den är uppkallad efter den amerikanske entreprenören och filmproducenten Walt Disney.